# Hymenophyllum maderense
Hymenophyllum maderense is een varen uit de vliesvarenfamilie (Hymenophyllaceae). De soort is endemisch op het eiland Madeira en is er zeer zeldzaam.
De plant groeit vooral op de voor de eilanden typische laurierbossen of laurisilva.

## Naamgeving enetymologie
De botanische naam Hymenophyllum is een samenstelling van Oudgrieks ὑμήν, humēn (vlies) en φύλλον, phullon (blad). De soortaanduiding maderense verwijst naar de vindplaats, het eiland Madeira.

## Kenmerken
Hymenophyllum maderense heeft overblijvende, vlakke, één- tot tweemaal geveerde bladen, lancetvormig tot driehoekig van vorm, slechts één cellaag dik, donkergroen, bijna transparant en zonder huidmondjes. De deelblaadjes zijn lijnvormig, gevleugeld, met fijn getande bladranden en één centrale nerf die duidelijk zichtbaar is. De bladsteel is draadvormig en korter dan het blad, en ontspringt uit een draadvormige, kruipende, onbehaarde rizoom.
De sporenhoopjes liggen op de bladrand, zijn onopvallend en worden beschermd door tweekleppige dekvliesjes, zonder uitstekend receptaculum zoals bij Trichomanes.

## Habitat, voorkomen en verspreiding
Hymenophyllum maderense is een lithofytische plant die in kolonies groeit op beschaduwde rotsen in het laurisilva of laurierbos, vaak in combinatie met de stinklaurier Ocotea foetens.
De varen is endemisch op het Portugese eiland Madeira, waar hij vooral voorkomt op grote hoogtes in de bergen rond Ribeiro Frio.

## Bedreigingen en bescherming
Van de plant zijn twee populaties bekend, met samen ongeveer 50 tot 250 volwassen planten. Door een zware bosbrand op de vindplaatsen in 2010 is de status van deze soort onduidelijk, vandaar de IUCN-status 'Onzeker'.
Buiten bosbranden zijn de voornaamste bedreigingen voor deze soort verdroging, vertrappeling, lawines en instortingen en verdrukking door invasieve exoten.
...  · 
H. maderense · 
H. tunbrigense (Platte vliesvaren) · 
H. wilsonii (Wilsons vliesvaren) · 
...
Abrodictyum · Callistopteris · Cephalomanes · Crepidomanes · Didymoglossum · Hymenophyllum · Polyphlebium · Trichomanes · Vandenboschia